# Stemmen zonder last of ruggespraak
Stemmen zonder last (d.w.z. zonder opdracht) betekent dat een volksvertegenwoordiger zich niet mag laten opdragen in een stemming een bepaald standpunt in te nemen. De vertegenwoordiger moet op basis van eigen inzicht en overtuiging een oordeel vellen.
Stemmen zonder ruggespraak betekent dat men het recht heeft een besluit te nemen zonder daarover eerst met de achterban overleg ('ruggespraak') te plegen.
De gedachte achter de verplichting te stemmen zonder last of ruggespraak is dat een Nederlands volksvertegenwoordiger bij het komen tot zijn standpunten zich niet dient te laten leiden door deelbelangen, maar door het algemeen belang. Bovendien wordt de besluitvorming versneld doordat leden zich hebben verplicht niet eerst overleg te voeren met anderen voordat zij hun stem uitbrengen.
Deze opvatting werd in de Nederlandse wet vastgelegd omdat ten tijde van de Republiek der Zeven Verenigde Nederlanden de afgevaardigden naar de verschillende Statenvergaderingen juist wel stemden met last en ruggespraak. Dit betekende dat voor ieder besluit de afgevaardigden opnieuw naar hun opdrachtgevers dienden te gaan. Met name in Friesland met zijn elf steden en dertig grietenijen kon dit tot spreekwoordelijke traagheid leiden: 'op zijn elf-en-dertigst'. Nog aan het eind van de 19e eeuw was een afgevaardigde uit het district Appingedam twee dagen onderweg om in Den Haag te komen. Door de verplichting zonder last of ruggespraak te stemmen, dienden de volksvertegenwoordigers direct een besluit te nemen en zo konden de Staten-Generaal en de Provinciale Staten in het Koninkrijk der Nederlanden slagvaardiger optreden dan hun voorgangers onder de Republiek.
De hedendaagse politieke cultuur, met haar politieke partijen, met hun politieke beginselverklaringen en programma's en hun soms strikte fractiediscipline, alsmede de binding aan een regeringsakkoord van de coalitiepartijen, lijkt dit beginsel tot een wassen neus te hebben gemaakt.
Tegenwoordig is het beginsel de leden stemmen zonder last opgenomen in de Nederlandse Grondwet onder art. 67 lid 3. Leden stemmen zonder ruggespraak was een voorschrift vastgelegd in artikel 140 van de Grondwet van 1815 en werd in 1983 uit de Grondwet geschrapt om niet de indruk te wekken dat Kamerleden niet met hun partij of anderen mochten overleggen.